# Konrad Martin (Pfarrer)
Konrad Martin (* 14. März 1765 in Konstanz; † 3. Dezember 1844 in Freiburg im Breisgau) war ein deutscher katholischer Geistlicher. Er war Stadtpfarrer von Neuenburg am Rhein (1795–1833) und Domkapitular in Freiburg (1833–1844).

## Leben
Konrad Martin wurde 1765 in der Konstanzer Vorstadt Paradies geboren. Sein Vater Johann Baptist Martin war dort Grundeigentümer und Gemüsegärtner. Konrad besuchte das Lyceum in Konstanz und studierte am Generalseminar und an der Universität Konstanz. Am 20. September 1789 in Konstanz zum Priester geweiht, wurde er Ende Oktober 1789 Vikar des Pfarrers Dominikus Herr in Liel (heute zu Schliengen) und wechselte am 10. März 1793 auf die Pfarrstelle Bad Bellingen, wo er zwei Jahre und acht Monate blieb, zunächst als Pfarrverweser, dann als wirklicher Pfarrer.
Am 3. November 1795 trat er seine Stelle als Stadtpfarrer in Neuenburg am Rhein an, auf der er bis zu seiner Ernennung zum Domkapitular in Freiburg im Juli 1833 blieb (37 Jahre und neun Monate). Schon seit 1794 Kämmerer des Landkapitels Neuenburg, wurde er 1807 dessen Dekan und zugleich landesherrlicher Schulvisitator. 1809 wurde ihm auch das landesherrliche Dekanat übertragen und 1810 wurde er zum Referenten in Schulsachen und katholischen Kirchenangelegenheiten beim Großherzoglichen Direktorium des badischen Wiesenkreises ernannt.
Pfarrer Martin, dessen erste Jahre als Seelsorger in die Zeit der napoleonischen Kriege (1793–1815) fielen, machte sich um Neuenburg sehr verdient. Neben seiner kirchlichen Tätigkeit war er bestrebt, die sehr heruntergekommene Landwirtschaft zu verbessern. Sein Pfarrgarten diente ihm als Musterbeispiel der höheren Garten-, Blumen- und Obstkultur, das mehrfach nachgeahmt wurde. Ein ihm 1808 von der Stadtverwaltung überlassenes, drei Joch großes und verwildertes Grundstück verwandelte er in einen Schulgarten, in dem er 25 Jahre lang ältere Schüler theoretisch und praktisch in Baum- und Rebenzucht unterrichtete. Aus diesem Garten erhielt die Pfarrgemeinde den größten Teil ihres damaligen Obstertrages. Schnittlinge und Setzlinge verschiedener Rebsorten wurden in der Region bis nach Konstanz verteilt und schufen so die Grundlage zur Rebverbesserung im Oberrheinkreis. Sein Buch Der Weinbau im Oberrheinkreis erschien in seinem Todesjahr.
Auf Bitten der Stadtverwaltung durchsuchte Martin die städtischen Archive nach Urkunden über ihre Bannmarken, ordnete sie chronologisch und arbeitete ihre Beweiskraft heraus. Auf diese Weise trug er dazu bei, dass seit zweihundert Jahren währende Gemarkungsprozesse diesseits und jenseits des Rheins (sog. Bannstreit), die Baupflicht der Pfarrkirche und anderes zugunsten der Stadt Neuenburg entschieden wurden. 1824 war er (von Ignaz Heinrich von Wessenberg) als Kandidat für den neugeschaffenen Freiburger Erzbischofsstuhl genannt, der aber dann an den Freiburger Münsterpfarrer Bernhard Boll ging.
Am 2. Mai 1833 wurde Martin Domkapitular in Freiburg, wo er kurz darauf in die Deputation des Großherzoglichen landwirtschaftlichen Vereins berufen wurde. Auf seinen Vorschlag hin wurde im Frühjahr 1834 der damalige landwirtschaftliche Rebschulgarten realisiert, dessen Leitung er aber nach einiger Zeit an den Regierungsrat Dr. Kern übergab. Mit Datum 17. November 1837 ernannte ihn das badische Innenministerium zum Schulprüfungskommissar für die städtischen Elementarschulen in Freiburg.
Konrad Martin starb am 3. Dezember 1844. Nach ihm ist in Neuenburg die Dekan-Martin-Straße benannt. Sein Bildnis, gezeichnet von Straub und lithografiert bei Herder, erschien 1833 auf Veranlassung der Mitglieder des Neuenburger Landkapitels, dessen Dekan er seit 1807 gewesen war.

## Schriften
- Viele Aufsätze im Konstanzer Pastoralarchiv
- Der Bannstreit zwischen der Stadt Neuenburg und der Gemeinde Auggen, geschichtlich und rechtlich dargestellt, Freiburg 1831
- Erwiderung der Stadt Neuenburg auf die Schrift: Antwort der Gemeinde Auggen etc., Freiburg 1832
- Beitrag zu einem zeitgemäßen Katechismus für die Erzdiözese, Freiburg 1837
- Christkatholischer Katechismus für die mittlere und höheren Klassen der Elementarschule, die Sonntagsschule und Christenlehrlinge zur Förderung des Vollkommnern im Religionsunterricht, Freiburg 1838
- Aufsätze im 1838 bis 1841 bei Herder in Freiburg in 4 Bänden erschienenen und von Martin redigierten Archiv für die Geistlichkeit der oberrheinischen Kirchenprovinz
- Der Weinbau im Oberrheinkreise des Grossherzogthums Baden, Herder, Freiburg im Breisgau, 1844